# (363623) Chelčický
(363623) Chelčický est un astéroïde de la ceinture principale.

## Description
(363623) Chelcicky est un astéroïde de la ceinture principale. Il fut découvert le 15 août 2004 à l'observatoire Kleť par le projet KLENOT. Il présente une orbite caractérisée par un demi-grand axe de 2,90 UA, une excentricité de 0,22 et une inclinaison de 11,1° par rapport à l'écliptique.

## Compléments